# پولزلا
پولزلا (به ایتالیایی: Polesella) یک کومونه در ایتالیا است که در استان روویگو واقع شده‌است. پولزلا ۱۶٫۶ کیلومتر مربع مساحت و ۴٬۱۹۲ نفر جمعیت دارد و ۶ متر بالاتر از سطح دریا واقع شده‌است.